# خصائص الأنظمة الاقتصادية المختلفة

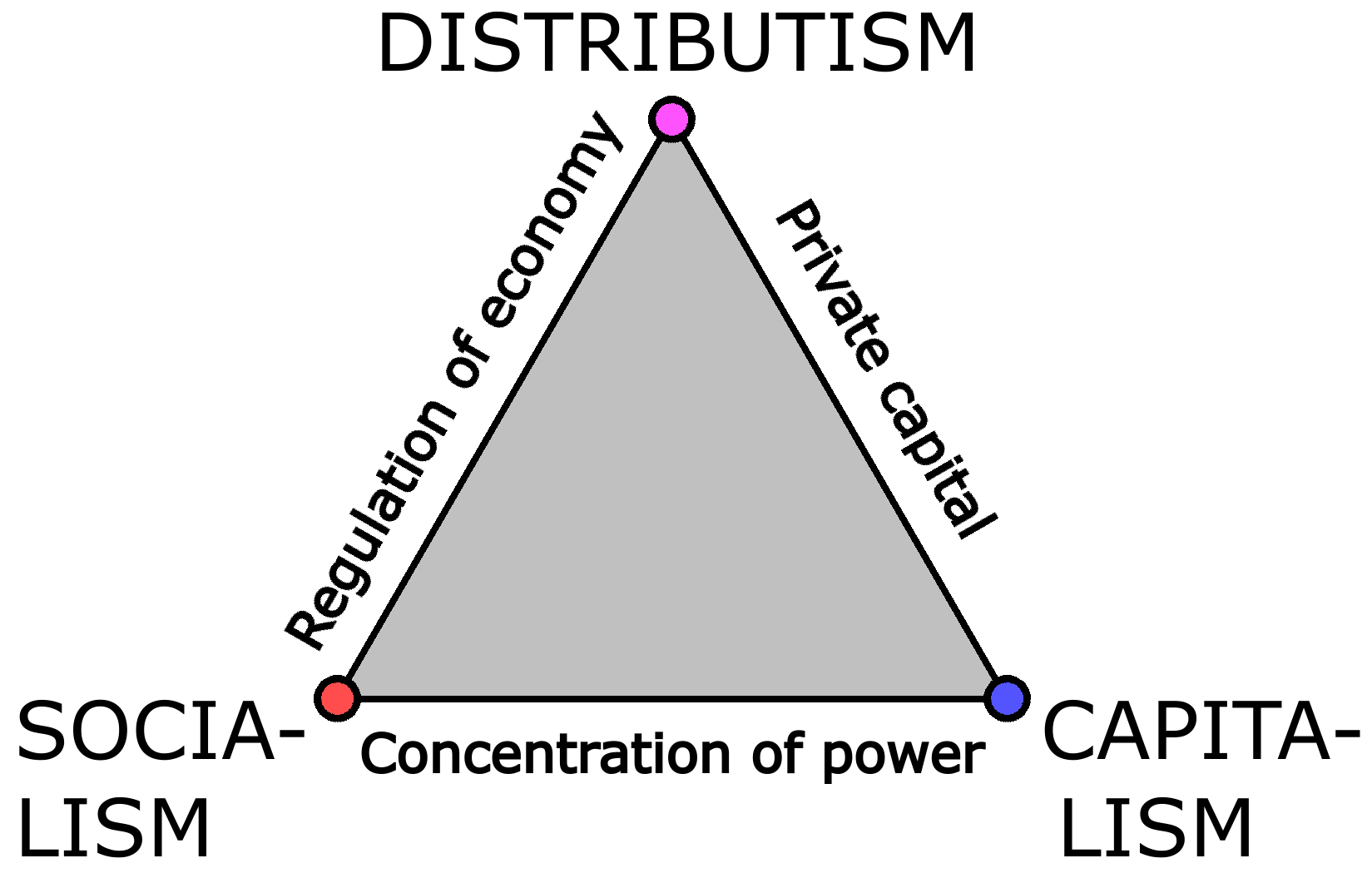
مثلث الأنظمة الاقتصادية

خصائص الأنظمة الاقتصادية يُقصد بها التمييز بين النظام الرأسمالي والنظام الإشتراكي والنظام الإسلامي من منظور اقتصادي.

## النظام الرأسمالي
النظام الرأسمالي قائم على أنقاض النظام الإقطاعي في القرن تاسع عشر الميلادي ونشأ في بيئة علمانية تفصل الدين عن الدولة على يد آدم سميث في كتابه ثروة الأمم والربح في هذا النظام هو الهدف.

### خصائص النظام الرأسمالي
1. الملكية الخاصة الفردية.
2. حرية الاقتصاد وتشمل حرية الإنتاج والاستهلاك والتصرف واختيار المهنة والتنقل.
3. وجود حافز الربح الذي يحرك النشاط الاقتصادي.
4. آلية السوق وأهميتها ودورها في توزيع الموارد وتحديد الأسعار.
5. أهمية المنافسة وسيادة المستهلك.
6. عدم تدخل الدولة في الشؤون الاقتصادية.

### سلبيات النظام الرأسمالي
1. يؤدي إلى المزيد من التفاوت في توزيع الدخول والثروات.
2. بروز الشركات الاحتكارية الكبرى.
3. ظهور التقلبات الاقتصادية الحادة.
4. للمنافسة آثار إيجابية إلا أن لها في المقابل آثار سلبية عديدة منها النفقات الباهظة للدعاية والإعلان.

## النظام الاشتراكي
النظام الاشتراكي ظهر في القرن الثامن عشر على يد كارل ماركس في الاتحاد السوفيتي وسميت بالشيوعية والتي اقترنت بنوع من التحرر من الرأسمالية وفسادها والتحرر من الدين وقواعده أي الإلحاد والربح في هذا النظام ليس هدفا ويهدف إلى تأمين حاجات المجتمع.

### خصائص النظام الاشتراكي
1. الملكية العامة لعناصر الإنتاج.
2. الإشباع الجماعي للحاجات وليس لتحقيق الربح.
3. توزير الناتج على أساس العمل.
4. وجود جهاز التخطيط المركزي.

### سلبيات النظام الاشتراكي
1. إهمال مبادئ الملكية الفردية والحرية الاقتصادية والدور المهم لآلية السوق.
2. اعتماده على جهاز التخطيط المركزي المسؤول عن اتخاذ آلاف القرارات الاقتصادية اليومية مما أدى إلى وجود جهاز يتصف بالبيروقراطية والتعقيد الإداري.
3. إغفال الجوانب الاقتصادية والاجتماعية والدينية.

## خصائص النظام الإسلامي
النظام الإسلامي خصائص كثيرة أهمها:
1. اقتصاد قائم على العقيدة.
2. الجمع بين المصلحة الخاصة والعامة.
3. التكامل بين اشباع الجوانب المادية والمعنوية.
4. اقرار الملكيتين الخاصة والعامة.
5. اقرار الحرية الاقتصادية المنضبطة.
6. اقتصاد غير قائم على الربا.
7. اقتصاد قائم على الأخلاق.